# Comté de Macon (Géorgie)
Pour les articles homonymes, voir Comté de Macon.
Le comté de Macon est un comté de Géorgie, aux États-Unis situé au cœur de la « ceinture du coton » de Géorgie, à la frontière de la Caroline du Sud, non loin des autres villes cotonnières de Géorgie, Augusta et Colombus.
La ville de Macon, fondée en 1823 sur les rives de la rivière Ocmulgee, est entourée par les plus grandes plantations de coton, et le principal marché par lequel la matière première est exportée dans les années 1830, par bateau à vapeur vers le port de Darien sur le littoral atlantique. À la fin des années 1830, 100 000 balles de coton par an suivent ce chemin.
Dans l'angle sud-ouest du comté de Macon, près du bourg d'Andersonville, était situé le camp Sumter (dirigé par Henry Wirz), où de début 1864 à la fin de la guerre de Sécession furent internés environ 45 000 nordistes prisonniers de guerre, dont environ 13 000 moururent de faim, de maladie et de mauvais traitements. A l'emplacement de ce camp qui fut la 5e ville de la Confédération par le nombre de ses habitants se trouve de nos jours le Andersonville National Historic Site et le cimetière militaire. 

## Démographie
| 1840  | 1850  | 1860  | 1870   | 1880   | 1890   |
| ----- | ----- | ----- | ------ | ------ | ------ |
| 5 045 | 7 052 | 8 449 | 11 458 | 11 675 | 13 183 |

| 1900   | 1910   | 1920   | 1930   | 1940   | 1950   |
| ------ | ------ | ------ | ------ | ------ | ------ |
| 14 093 | 15 016 | 17 667 | 16 643 | 15 947 | 14 213 |

| 1960   | 1970   | 1980   | 1990   | 2000   | 2010   |
| ------ | ------ | ------ | ------ | ------ | ------ |
| 13 170 | 12 933 | 14 003 | 13 114 | 14 074 | 14 740 |